# Conduta
Conduta é uma manifestação de comportamento do indivíduo, esta pode ser boa ou má, dependendo do código moral, ético do grupo onde aquele se encontra.
Em psicopatologia pode-se dizer que existem condutas variáveis e típicas conforme cada grupo de portadores de síndromes e quadros psicológicos, neurológicos ou psiquiátricos.